# Michael Ruzhansky
Michael Vladimirovich Ruzhansky, en russe : Михаил Владимирович Ружанский   (né en 1972 ) est un mathématicien russe qui enseigne à l'Imperial College de Londres et travaille en analyse mathématique.

## Biographie
Ruzhansky a étudié à l'Université d'État de Saint-Pétersbourg à partir de 1989, avec un Master en 1995 ; aux Pays-Bas à partir de 1993, il est d'abord en 1993-1994 au Mathematical Research Institute (MRI), ensuite à l'Université d'Utrecht. Il a obtenu son doctorat sous la supervision de Johannes Jisse Duistermaat à l'Université d'Utrecht en 1998 (titre de la thèse: Singular Fibrations with Affine Fibers, with Applications to the Regularity Properties of Fourier Integral Operators). En tant qu'étudiant postdoctoral, il était professeur assistant à l'Université Johns Hopkins en 1998-1999. De 1998 à 2000, il est lecteur à l'Université d'Édimbourg et de 2000 à 2006 lecteur à l'Imperial College de Londres, où il est devenu reader en 2006 et professeur en 2010 et professeur honoraire depuis 2018. Parallèlement, il est professeur à la School of Mathematical Sciences de la Queen Mary University of London et, depuis 2018 il est Senior Full Professor au département de mathématiques de l'université de Gand.

## Recherche
Ruzhansky fait des recherches en théorie des équations différentielles, en analyse harmonique et microlocale, et notamment sur les équations aux dérivées partielles  hyperboliques, les équations de Schrödinger, les équations d'évolution et les équations aux dérivées partielles dispersives, les opérateurs pseudo-différentiels et l'analyse microlocale sur les espaces symétriques tels que les groupes de Lie.
Deux de ses livres ont reçu le prix Ferran Sunyer i Balaguer, l'un en 2014 et l'autre en 2018. En 2008, il a reçu une bourse de leadership du Engineering and Physical Sciences Research Council (en) de Grande-Bretagne. En 2007/08, il était fellow de la Japan Society for Promotion of Science. En 2017, il a obtenu une bourse de recherche Leverhulme.
Il est lauréat, en 2010, du prix Daiwa Adrian (en) avec Mitsuru Sugimoto.

## Publications (sélection)
- [2019] avec Durvudkhan Suragan, Hardy inequalities on homogeneous groups : 100 Years of Hardy Inequalities, Birkhäuser, coll. « Progress in Mathematics, 327 », 2019, xvi+571 (ISBN 978-3-030-02895-4 et 978-3-030-02894-7, lire en ligne)
- [2018] avec  Makhmud Sadybekov et Durvudkhan Suragan, Spectral geometry of partial differential operators, CRC Press, coll. « Monographs and Research Notes in Mathematics », 2018, 366 p. (ISBN 978-1-138-36071-6, zbMATH 07160323)
- [2016] avec Véronique Fischer, Quantization on Nilpotent Lie Groups, Birkhäuser, coll. « Progress in Math. 314 », 2016 (lire en ligne)
- [2013] avec Garetto, « Weakly hyperbolic equations with non-analytic coefficients and lower order terms », Mathematische Annalen, vol. 357,‎ 2013, p. 401–440.
- [2013] avec Ville Turunen, « Global Quantization of Pseudo-Differential Operators on Compact Lie Groups, SU(2), 3-sphere, and Homogeneous Spaces », International Mathematics Research Notices,‎ 2013, p. 2439–2496.
- [2012] avec Mitsuri Sugimoto, « Smoothing properties of evolution equations via canonical transforms and comparison principle », Proceedings of the London Mathematical Society, vol. 105,‎ 2012, p. 393–423.
- [2012] avec  Mitsuri Sugimoto, « Structural Resolvent Estimates and Derivative Nonlinear Schrodinger Equations », Communications in Mathematical Physics, vol. 314,‎ 2012, p. 281–304.
- [2011] avec J. Wirth, « Dispersive estimates for hyperbolic systems with time-dependent coefficients », Journal of Differential Equations, vol. 251,‎ 2011, p. 941–969.
- [2010] avec Ville Turunen, Pseudo-Differential Operators and Symmetries, Birkhäuser, 2010
- [2010] avec Ville Turunen, « Quantization of Pseudo-differential Operators on the Torus », Journal of Fourier Analysis and Applications, vol. 16,‎ 2010, p. 943–982
- [2010] avec Ville Turunen, « Sharp Garding inequality on compact Lie groups », Journal of Functional Analysis, vol. 260,‎ 2010, p. 2881–2901
- [2010] avec James Smith, « Dispersive and Strichartz estimates for hyperbolic equations with constant coefficients », Memoirs Math. Society Japan,‎ 2010 (arXiv 0711.2138v2).
- [2006] avec Mitsuri Sugimoto, « Global L 2-boundedness theorems for a class of Fourier integral operators », Communications in Partial Differential Equations, vol. 31,‎ 2006, p. 547–569.
- [2000] « Singularities of affine fibrations in the regularity theory of Fourier integral operators », Russian Math. Surveys, vol. 55,‎ 2000, p. 93–161